# 피플 라이크 어스
피플 라이크 어스(People Like Us)는 2012년 개봉한 미국의 드라마 영화이다.

## 출연
- 크리스 파인 - 샘
- 올리비아 와일드 - 해나
- 엘리자베스 뱅크스 - 프랭키
- 미셸 파이퍼 - 릴리언
- 마크 듀플라스 - 테드
- 존 패브로 - 리처즈
- 마이클 홀 디아다리오 - 조시
- 필립 베이커 홀 - 아이크 래퍼티